# 異種ハドロン

通常の中間子は、クォーク および反クォーク から構成され、スピンs_{2}、s_{1}および全角運動量Lを持つ。

異種ハドロン（いしゅハドロン、exotic hadron）は、クォーク（と反クォーク）および、グルーオンからなるが、通常のハドロンの枠組みには当てはまらない亜原子粒子である。

## 概要
強い相互作用によって拘束されているとき、異種ハドロンは単純なクォークモデルから予測できない。すなわち、異種ハドロンは通常のハドロンと同じクォークの構成を取らない。異種バリオンは通常のバリオンが三つの価クォークで構成されるのよりも多い価クォークから構成され、異種中間子は通常の中間子が一つのクォークと一つの反クォークから構成されるのとは異なる構成を持つ。異種ハドロンは、通常のハドロンに禁じられた量子数を持つ粒子を見つけることで探索することができる。近年、実験によって異種ハドロンが存在する兆候が見つかったが、素粒子物理学および、ハドロン物理学ではいまだ議論の余地が残るトピックである。

## 歴史
マレー・ゲルマンらによって1960年代に最初にクォークモデルが提唱されたとき、異種ハドロンの状態や存在条件が理論的に示唆された。次の十年で量子色力学 (QCD) が発展しても、3つのクォークまたはクォーク - 反クォークの組み合わせだけがハドロンとして存在するべきである根本的な理由は見つからなかった。加えて、強い相互作用の粒子を媒介する力であるグルーオンもまた、自身のみの束縛状態でグルーボールを形成することおよびクォークとの束縛状態でハイブリッドハドロンを形成することが示唆された。それでもなお、異種ハドロンの決定的な証拠が見つからないまま数十年が過ぎている。

## 候補
いくつかの異種ハドロン候補がある:
- X(3872) - 日本のKEKのベル検出器によって発見された。この粒子はダイクォークまたは中間子分子であるという様々な仮説が立てられている。
- Y(3940) - この粒子は、理論家が予測するチャーモニウムスペクトルと一致していない。
- Y(4140) - 2009年3月にフェルミラボで発見された。
- Y(4260) - SLACのBaBar検出器によって発見された。この粒子はグルーオンがクォークと反クォークを束縛した状態からなると仮説が立てられている。